# 萨尔多阿
萨尔多阿是巴西米纳斯吉拉斯州的一个市镇。总面积141.508平方公里，总人口5196人，人口密度36.7人/平方公里。